# Ich hatt' einen Kameraden (film 1926)
Ich hatt' einen Kameraden è un film muto del 1926 diretto da Conrad Wiene.

## Produzione
Il film fu prodotto dalla International Film Company GmbH (IFCO).

## Distribuzione
Distribuito dalla Arthur Ziehm (International Film Exchange), il film fu presentato ad Amburgo il 30 luglio 1926.